# Cadaleen
Cadaleen is een polycyclische aromatische koolwaterstof met als brutoformule C15H18. Het is niet oplosbaar in water. Cadaleen is geclassificeerd als een sesquiterpeen en komt van nature voor in etherische oliën van verschillende vaatplanten.
Samen met reteen en simonelliet vormt cadaleen een biomerker voor vaatplanten. Op die manier kan het gebruikt worden voor paleobotanische analyse van sedimentaire gesteenten.